# 戴維斯 (港督)
第一代從男爵戴维斯爵士，Bt，KCB，FRS（1795年7月16日—1890年11月13日），又譯爹核士、德庇時和大衛斯等。英國漢學家，早年前往中國，曾經擔任東印度公司駐廣州的大班以及英國政府駐華商務總監。於1844年接替砵甸乍出任第二任香港總督，惟任內首度徵稅，稅捐過重引致大失民心，而於1848年黯然去職。

## 生平

### 早年生涯
戴維斯於1795年7月16日在倫敦出生，父親名叫塞繆爾·戴维斯（Samuel Davis），在東印度公司任職。於牛津大學赫特福德學院畢業後，即於1813年以18歲之齡抵達中國廣州，並獲東印度公司廣州商館聘任為書記員。傳教士馬禮遜在廣州商館開設中文班後，他於1814年被選拔為專職學生學中文。
戴維斯具有語言和外交天份，喜好中國文學，在公司任職期間大量翻譯中國文學作品成英文，由此成為了公司的「中國通」，受到特別器重，除了於1816年被指派陪同亞美士德勳爵，前往北京尋求晉見嘉慶帝外，又在1832年獲遴選為公司在廣州的特別委員會主席，主理公司的在華貿易業務。另外，皇家亞洲學會在1824年創會的時候，戴維斯是該會的創會會員之一。
在1833年，英國國會通過了一項法案，終止了東印度公司對華貿易的壟斷權，撤銷原有的特別委員會，新設立駐華商務總監，並且改為向政府負責，戴維斯於是就成為了東印度公司在華的末任大班。隨後，首任駐華商務總監律勞卑勳爵於1834年7月15日抵華履新，在澳門辦公，並立即委任了戴維斯為駐華商務副總監。可是，律勞卑沒多久卻擅闖廣州，觸發「律勞卑事件」，最後更在同年10月11日病逝葡屬澳門。於是駐華商務總監一職由戴維斯接替。

### 駐華商務總監
「律勞卑事件」發生以後，英商在對華貿易的議題上出現了兩種不同的看法。不少英商認為，從律勞卑強行打開中國門戶一事上，可以看到以強硬手段開展貿易是不可行的，這樣最終除了使律勞卑得到客死他鄉的悲慘下場外，更使英商因為清廷在事件中暫停貿易，而招致了重大損失，所以他們認為保持現狀更能保障貿易利益。不過，也有部份英商，如渣甸等人卻反而認為，從「律勞卑事件」一事上，只反映出英國更加有必要以武力洞開守舊的中國門戶，才符合英國的利益。
可是，戴維斯根據他在華多年的經驗，認為中英兩國應該保持現狀，免生爭端，所以他上任後，並沒有對那些主張自由貿易的英商表示同情。由於戴維斯不支持強硬政策去迫使清廷進行自由貿易，85位由渣甸和馬地臣帶頭的英商在戴維斯上任後不久，即向英皇威廉四世發聯署信陳情，要求罷免戴維斯，改派一位軍人擔任商務總監，另外又要求派遣軍隊來華，以雪律勞卑被辱之仇，和強迫清廷開放門戶。受到英商的種種壓力，戴維斯上任僅百餘日後，便在1835年1月宣佈辭職，返回英格蘭，結果商務總監由G·B·羅拔臣爵士接任。

### 香港總督

#### 治安與學術
1844年2月23日，戴維斯獲委任為第二任香港總督，接替在同年5月8日卸任的砵甸乍爵士。上任後不久，戴維斯就見證了香港警隊的正式成立，最初的警隊編制定為35人，而裁判司及警隊首長的職位亦正式分家，不再由一人獨攬。此外，戴維斯亦十分關注教育發展，上任以對宗教團體來港辦學表示歡迎，當中在1845年，華民政務司向他建議政府每月津貼十元予8間中文學塾。戴維斯將建議轉呈英國政府。經過一輪考察和評估後，戴維斯在1847年8月委任巡理司、華民政務司和殖民地隨軍牧師組成教育委員會，負責管理資助事宜和監管受補助的學塾，並對辦學團體作出資助。
1847年1月，皇家亞洲學會香港分會正式在港成立。由於戴維斯在漢學事務上享負盛名，又在籌備成立分會一事上給予熱心支持，因此獲推舉為創會會長。當時的創會會員還包括了庫政司孖沙、殖民地副總督德忌笠少將和威妥瑪等人。擔任會長期間，戴維斯曾建議研究植物學可作為分會發展的一大方向，又希望英國政府可批准撥地興建一所動植物公園。不過這個願望要到他卸任後，幾經波折，遲至1864年才實現。

#### 行政立法
在戴維斯任內，行政局和定例局同樣只有3個官守議席。在行政局，成員由香港副總督、輔政司和總巡理府組成，而定例局則由英軍司令、首席按察司和律政司組成。戴維斯曾向英國政府建議，希望分別讓律政司加入行政局，以及增加兩席官守議席於定例局，但是建議先後被英國當局所否決。
此外，為方便管治島上華人，以及讓華人有簡便的民事訴訟途徑，戴維斯在1844年推行保甲制，指示「十戶為甲，十甲為保」，好讓舊有地方鄉紳繼續有權主理地方事務。香港的「保甲制」推行了十多年，至1861年才完全廢止。

#### 要求入城
自從《南京條約》簽訂後，英方一直要求履行進入廣州城的條款，但卻遭時任兩廣總督耆英以「民情未協」為理由多番推遲。對此，英方曾以不歸舟山群島為威脅，耆英無可奈何，唯有在1846年4月與戴維斯立下協議，當中表示，情況許可的話，清廷就會讓英人入城；而英方亦應承，只要清廷不將舟山群島許與外國，英國就會歸還群島，並擱置提出依約進入廣州城的要求。協議一出，使廣州人民以為英方有心「讓步」，連帶激發了他們的反英情緒，其中不少人更組織團練，常常與身在廣州的英國教士和商人發生肢體碰撞。經過多次交涉不果後，戴維斯在1847年4月以有英國公民在佛山被毆為理由，派遣3艘軍艦，士兵900人，先後攻佔虎門炮台和廣州十三行。最後，耆英在4月6日出面調停，除承諾懲處滋事份子外，又保證讓英國人在兩年內入城。
然而，耆英深知英人在兩年之後入城完全是妙想天開。為免自己在兩年後陷入左右為難的困局，於是他極力向朝廷請求內調，以求脫身自保。耆英的請求得到朝廷批准後，兩廣總督一職在1848年2月由徐廣縉繼任。徐廣縉上任後，聯同廣東巡撫葉名琛重新採取強硬手段堅拒英人入城，結果在戴維斯港督任內，入城條款始終無法實現。

#### 香港「治權」之爭
除了入城爭議之外，中英雙方自簽《南京條約》以來也一直就本港「治權」引起爭議。而爭議是由於《條約》的中、英文本用詞因翻譯失誤所起的。英方認為，依據條約英文本，香港島既然已割予英國，英方自然有權立法管治島上居民，否則英國將無從在港作有效管治。然而，清廷一直卻以澳門作為香港的藍本，澳門既有中國官署管治華人，因此香港亦應該照辦不誤。
戴維斯的前任總督砵甸乍爵士曾向清廷作出妥協，表示願意分享「治權」，讓非常住的犯事華人，以及所有犯下重罪的華人送交清官審理，但是建議仍為清廷拒絕。後來中英兩國復簽《虎門條約》，始終未能就此達成共識。至於戴維斯接任後，乘清廷力主剿滅天地會時單方面宣佈，香港政府享有對華人的「治權」，由於耆英一向希望與戴維斯保持友好關係而唯有屈從，自此英方亦取得香港的「治權」。

#### 大失民心
戴維斯任內以瘋狂抽稅而聞名，為了達到收支平衡，戴維斯除了以賣地作為政府收入外，又大肆徵稅，稅項可謂名目繁多。他除了透過訂立《土地登記條例》、《公眾法飲肆及售酒領照營業條例》和《售鹽鴉片當押業拍賣商營業牌照條例》等條例，對煙草、酒精、拍賣品、婚姻和墓碑等等徵收稅款外，更在1845年向妓女收取「妓捐」。
另外，戴維斯又曾在1844年8月透過訂立《人口登記法例》，設置總登記官（Registrar General）和總登記官署（1913年改稱「安撫華民政務司署」），對全島進行殖民地成立以來，第一次的人口普查和戶口登記，結果錄得全島人口共23,988人外，又不論洋人華人，一律徵收人頭稅，每年洋人5元，華人1元，事件引致大批華人搬離香港島，而隨後各界停工罷市，人頭稅方才暫緩執行。大幅的徵稅、廣州入城的問題，再加上潮濕的天氣，使英國的管治陷入很大的困難。有見及此，當時的庫政司羅拔·蒙哥馬利·馬丁（Robert Montgomery Martin）更曾一度私自向英國政府建議將香港歸還清廷，不過後來他因故辭職，事件才擱置下來。總言之，戴維斯之重稅政策招致英商的強烈不滿，而不少人更聯署去信倫敦作出投訴，結果成為他下台的一大導火線。

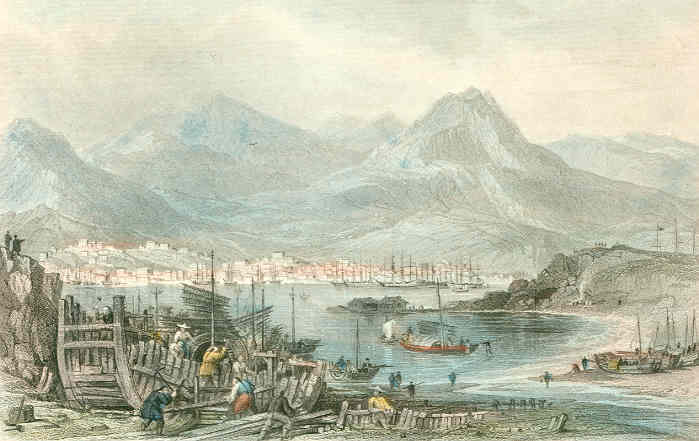
開埠初期的香港島。

賽馬活動是英國人的社交文化，為討好在香港的英資，戴維斯任內開始定期舉行賽馬活動，他本人亦曾表示願意捐出200元，設立一個「公使杯」，作為在賽事中勝出馬匹的獎金，不過卻因為英商馬主們的杯葛，沒有馬匹參賽，「公使杯」被迫取消。從此事可想而知戴維斯任內聲望之低下。
戴維斯與首席按察司曉吾（John Hulme）間的不和是他下台的直接原因。戴維斯與曉吾工作上早有矛盾。曉吾於1845年冬在海軍少將柯訖郎在英艦「HMS亞金科特」（HMS Agincourt）號上舉行的舞會上醉酒，戴維斯藉機向英國政府告狀，要求辭退曉吾。殖民地大臣回應指示戴維斯組成審議庭進行研訊，戴維斯遂委任由行政局議員組成的審議庭研訊，並自行擔任主席，審議庭大多數成員並同時為控方證人。審議庭最後決定將曉吾辭退。曉吾返英時，大批外國商人到碼頭送行，表示對戴維斯不滿。曉吾被辭退後返回英國，向倫敦政府投訴。審議庭的決定最後遭英國政府推翻，並促使戴維斯在1848年3月18日辭任總督一職，3月21日離開香港。

### 晚年
卸任港督以後，戴維斯在1854年獲KCB勳銜，於1876年的時候又獲牛津大學頒授民法學博士學位。此外，他亦偶有發表著作。
戴維斯晚年退居於自己位於告羅士打郡的宅第荷里活塔（Hollywood Tower），後於1890年11月13日在那裡去世，享年95歲。戴維斯是歷史上最長壽的香港總督，不過，他的死訊在香港卻沒有相關的報導，似乎他已經被香港人所淡忘。

## 家庭
戴維斯在1822年迎娶埃米莉·韓費雷夫（Emily Hurnfravs）。埃米莉的父親理查·韓費雷夫曾在印度孟加拉擔任陸軍中校。戴維斯與埃米莉育有4名孩子，分別是：
- 埃米莉·諾埃爾·博福特（Emily Nowell Beaufort，1823年—？）
- 沙利文·弗朗西斯·戴維斯（Sullivan Francis Davis，1827年—1862年）
- 亨麗埃塔·安妮·戴維斯（Henrietta Anne Davis，？—1909年）
- 佛羅倫斯·林德（Florence Lind，？—1914年）

戴維斯於1867年第二度結婚，這次是露西·埃倫·洛克（Lucy Ellen Rocke），她的父親在埃克斯茅（Exmouth）擔任牧師。兩人育有一名兒子：
- 弗朗西斯·貝利厄·戴維斯（Francis Baileau Davis，在父親死後世襲為從男爵，1871年—1896年）

香港第四任輔政司孖沙是其姨甥。

## 榮譽

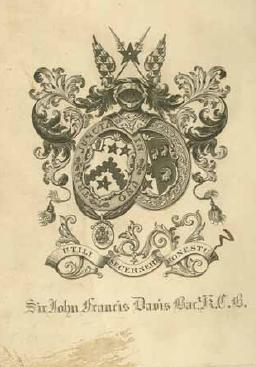
戴維斯爵士之紋章。

- F.R.S.（1822年3月28日）
- F.R.A.S.（1824年8月11日）
- Bt（1845年7月18日）
- K.C.B.（1854年）
- D.C.L.（牛津大學，1876年）

### 以他命名的地名
值得注意的是，由於戴維斯任內名聲不佳，所以要到他卸任後的一段長時間，才有地名以他命名。
- 爹核士街：位於香港島堅尼地城。
- 摩星嶺（Mount Davis）：位於香港島堅尼地城以西。
- 摩星嶺道：位於摩星嶺內。
- 摩星嶺徑：位於摩星嶺內。

## 生平著述

### 譯作
- Three Delicated Rooms （《十二樓·三與樓》，1815年）
- An Heir in His Old Age （《老生兒》，1817年）
- Chinese Novels （《中國小説選》，1822年）
- Chinese Moral Maxims （《賢文書》，1823年）
- The Fortunate Union （《好逑傳》，1829年）
- The Sorrow of Han （《漢宮秋》，1829年）
- Poesis sinicae commentarii （《漢文詩解》，1834年）

### 著作
- A Vocabulary, containing Chinese words and phrases peculiar to Canton and Macao, and to the trade of those places; together with the titles and addresses of all the officers of Government, Hong merchants, &c. &c. alphabetically arranged, and intended as an aid to correspondence and conversation in the native language.（《詞彙表，包含限於廣東和澳門以及此兩地貿易的中文詞語和短語；兼按字母順序排列的政府、十三行等等的全部官員的頭銜和稱呼，並欲成爲以母語通信和交談之裨助》，1824年）
- The Chinese: A general description of the Empire of China, and its Inhabitants （《中國人：中華帝國及其居民概述》，1836年）
  - 中譯本《崩溃前的大清帝国：第二任港督的中国笔记》[6]
- Sketches of China （《中國見聞錄》，1841年）
- China: during the war and since the peace （《交戰時期及媾和以來的中國》，1852年）
- Chinese miscellanies : a collection of essays and notes （《中國雜記：散文和筆記集》，1865年）[7]
- Shueypingsin : a story made from the Chinese romance Haoukewchuen （《水冰心:根据中国传奇故事<好逑传>改编》，1899年身後出版）